# کوین کایلی
کوین پاتریک کایلی (به انگلیسی: Kevin Patrick Kiley؛ زاده ۳۰ ژانویه ۱۹۸۵) سیاستمدار، وکیل و معلم سابق آمریکایی است که از سال ۲۰۱۶ در مجلس ایالتی کالیفرنیا عضو است. او یک جمهوری‌خواه است که نماینده جوزه ۶ است، حوزه ای که در منطقه شمال شرقی بیرون ساکرامنتو، متشکل از حومه ساکرامنتو، حومه بیرونی، و مناطق روستایی واقع شده‌است. کایلی کاندیدای جایگزینی فرماندار کالیفرنیا گوین نیوسام در یک انتخابات فراخوانی که توسط رای‌دهندگان در ۱۴ سپتامبر ۲۰۲۱ برگزار شد، بود. او در انتخابات سال ۲۰۲۲ کنگره ایالات متحده از حوزه سوم کنگره‌ای کالیفرنیا به مجلس نمایندگان ایالات متحده آمریکا انتخاب شد.